# Kurzschlussinduktivität

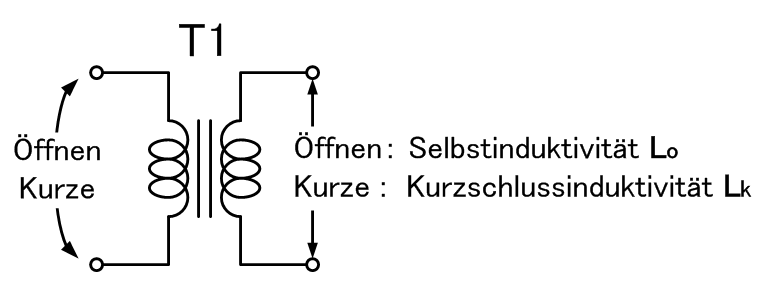
Messung der Kurzschlussinduktivität

Die Kurzschlussinduktivität ist in der Elektrotechnik die Induktivität eines Transformators, wie sie von einer Seite aus, der Primärseite oder der Sekundärseite des Transformators, gemessen wird, wobei die andere Seite kurzgeschlossen ist. Dieser Wert wird oft mit der Streuinduktivität des Transformators verwechselt.

## Allgemeines

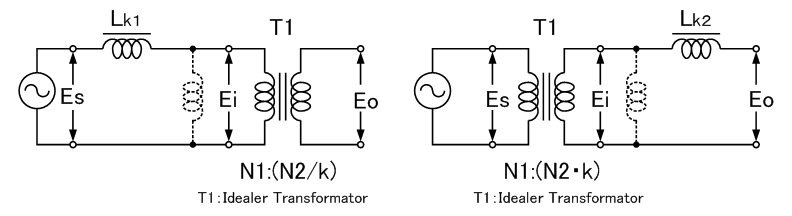
Gleichartiger Schaltkreis

Unter der Annahme, dass das Übertragungsverhältnis oder der Kopplungsfaktor zwischen Primär- und Sekundärseite k ist, ist die Selbstinduktivität der Primärwicklung L1 und die Selbstinduktivität der Sekundärwicklung ist L2. Die Kurzschlussinduktivitäten Lk1,2 der Primärseite und der Sekundärseite sind dann wie folgt:
{\displaystyle L_{k1}=(1-k^{2})\cdot L_{1}}
{\displaystyle L_{k2}=(1-k^{2})\cdot L_{2}}
Dieser Kurzschlussinduktivitätswert ist ein Parameter, welcher die Resonanzfrequenz in einem Resonanztransformator und bei der drahtlosen resonant-induktive Kopplung bestimmt.

## Kopplungsfaktor und Streuinduktivität
Der Kopplungsfaktor k kann dann durch die beiden messtechnisch gewonnenen Induktivitätswerte Loffen und Lkurz ausgedrückt werden als:
{\displaystyle k={\sqrt {1-{\frac {L_{\text{kurz}}}{L_{\text{offen}}}}}}}
Der Kopplungsfaktor hat den gleichen Wert, wenn er von der Primärseite oder von der Sekundärseite gemessen wird. Der Zusammenhang mit der Hauptinduktivität Lh1 und den beiden Streuinduktivitäten Lσ1 und Lσ2 ist:
{\displaystyle L_{h1}=k\cdot L_{\text{offen1}}=k\cdot L_{1}}
{\displaystyle L_{\sigma 1}=(1-k)\cdot L_{\text{offen1}}=(1-k)\cdot L_{1}}
{\displaystyle L_{\sigma 2}=(1-k)\cdot L_{\text{offen2}}=(1-k)\cdot L_{2}}
{\displaystyle L_{\sigma 2}=(1-k)\cdot {\frac {L_{1}}{\gamma ^{2}}}}
Da für die Verlustabschätzung die Verteilung der Streuinduktivität auf Primär- und Sekundärseite häufig unerheblich ist, wird von Transformatorherstellern oft auch nur die gesamte Streuinduktivität als Kurzschlussinduktivität Lk angegeben, welche der Induktivität Lkurz entspricht.